# Piratenfilm

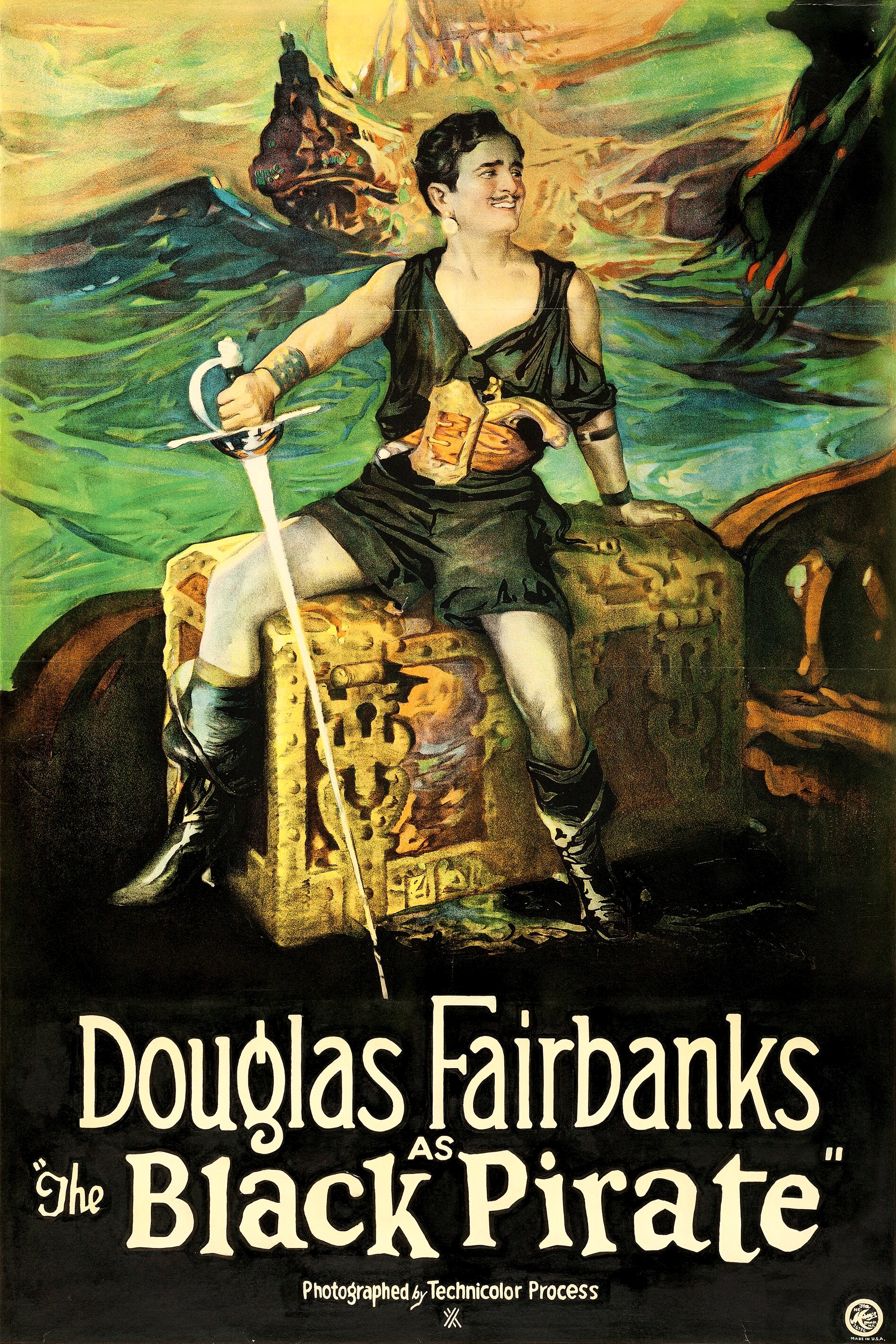
Kinoplakat für „Der Seeräuber“ (The Black Pirate, 1926)

Als Piratenfilm bezeichnet man Filme, die meist in der Zeit zwischen dem 16. und 19. Jahrhundert spielen und in denen Piraten, Bukaniere, Freibeuter oder Korsaren eine wichtige Rolle spielen, teilweise als Haupt- oder Titelfiguren. Das Genre des Piratenfilms kann neben Western, Sandalenfilm, Ritterfilm, Mantel- und Degenfilm und auch dem Samuraifilm als ein Subgenre des Abenteuerfilms betrachtet werden. Überschneidungen der Genres – auch mit Historienfilmen – sind nicht ungewöhnlich, sondern eher normal, was nicht zuletzt auch an der mehrdeutigen Definition des Wortes „Pirat“ liegt.
Der Piratenfilm gehört mit zu den ältesten Filmgenres. Der erste erfolgreiche Piratenfilm war der Stummfilm Der Seeräuber mit Douglas Fairbanks senior von 1926, der aber sogar schon in Zweifarben-Technicolor gedreht wurde.

## Geschichte des Piratenfilms
Schon 1919 drehte Ernst Wendt den heute verschollenen Film Störtebeker über Klaus Störtebeker. Ein weiterer früher Piratenfilm ist der US-amerikanische Film Peter Pan von 1924.
1943 wurde die große Phase des Piratenfilms mit der Geburt des Genres durch den Oscar-prämierten Film „Der Seeräuber“ (USA, 1943) eingeläutet. Die Entwicklung steuerte dann auf den Höhepunkt im Jahre 1953 zu. Davor war das Thema der Piraten und allem Drumherum in über 14 Stummfilmen wahrzunehmen. Allein im Jahre 1953 wurden über 10 Piratenfilme für das Kino produziert. Es wird gesagt, dass das Piratenfilmgenre mit Errol Flynn seinen Höhepunkt hatte, der in all den Jahren bis 2003 nicht mehr erreicht werden konnte. Alle großen Produktionen der 1980er- und 1990er-Jahre galten als Flops. Erst mit Gore Verbinskis „Fluch der Karibik“ im Jahre 2003 gelang ein richtiger Hit. Mehr als skeptisch wurde im Voraus auf die Filmproduktion geschaut, die dann aber einen Erfolg schaffte, der in vier Fortsetzungen mündete.

## Historische Bezüge
Oft wird in den Filmen das Schicksal historischer Piraten geschildert, die vom 17. bis zum 19. Jahrhundert die Karibik oder auch den Indischen Ozean unsicher machten oder vor der afrikanischen Küste kreuzten. Auch die historisch halbwegs korrekten Piratenfilme sind sehr stark romantisiert. So drehte Regisseur Sergio Bergonzelli 1966 einen zweiteiligen Film über den historischen Korsaren Robert Surcouf mit Gérard Barray in den Hauptrollen, der zur Zeit Napoleons gegen die Engländer antritt. Yul Brynner spielte 1958 im Film „König der Freibeuter“ (The Buccaneer) den Franzosen Jean Laffite, der den Amerikanern 1812 im Kampf um New Orleans beiseite steht.
Noch weiter in der Zeit zurück begibt sich Regisseur Michael Curtiz mit dem Film „Der Herr der sieben Meere“ (The Sea Hawk, 1940), in der Errol Flynn zur Zeit von Königin Elisabeth I. gegen die Spanier antritt, obwohl der Film dabei keine historisch verbürgte Figur darstellt, aber die tatsächlich zu der Zeit vorgekommenen Überfälle von Engländern auf spanische Schiffe aufgreift.
Der englische Seeheld Francis Drake wurde zu seiner Zeit von Franzosen und Spaniern ebenfalls als Pirat angesehen und so ist er auch der Held in mehreren Verfilmungen, wie in „Pirat der sieben Meere“ (Il Dominatore dei sette mari, 1962), dargestellt von Rod Taylor, und insbesondere in einer mehrteiligen Fernsehserie von 1961, da dargestellt von Terence Morgan.
Allerdings schildern die meisten Piratenfilme frei erfundene Geschichten, die sich entweder auf Romanvorlagen beziehen (bekanntestes Beispiel: „Die Schatzinsel“ von Robert Louis Stevenson), oder als Original für einen Film geschrieben wurden. Auch hier sind im Exposée Unterschiede bemerkbar. Zum einen gibt es Filme, die historische Gegebenheiten aufgreifen, wie in „Unter Piratenflagge“ (Captain Blood, auch von Michael Curtiz und wieder mit Errol Flynn), in dem ein englischer Arzt für die angebliche Unterstützung von Rebellen in die Verbannung geschickt wird und sich dann den Piraten zuwendet, um sich zu rächen, zum anderen sind Filme auf reinen Unterhaltungswert, ohne ausführliche historische Hintergründe, hin geschrieben, wie zum Beispiel aus neuerer Zeit in „Fluch der Karibik“ (Pirates of the Caribbean: The Curse of the Black Pearl, 2003).

## Charakterisierungen
Die Piraten werden in den Filmen oft als Schurken dargestellt, die sich dem Helden in den Weg stellen, sei es durch Überfälle oder Entführungen. Mitunter werden Piraten aber auch als Sympathieträger dargestellt; zumeist in Filmkomödien, wie im Disney-Film „Käpt’n Blackbeards Spuk-Kaschemme“ (Blackbeard’s Ghost, 1968) mit Sir Peter Ustinov, wobei der Pirat dann den Typus des sympathischen Antihelden übernimmt (im Gegensatz zum historisch echten Piraten Blackbeard).
Neben der Komödie kann der Piratenfilm auch in anderen Filmgenres vertreten sein, wie zum Beispiel beim Kinderfilm (Pippi in Taka-Tuka-Land) (Pippi Långstrump på de sju haven, 1970).

## Genrekreuzungen
Piratenfilme kann man zum größten Teil im Genre Abenteuerfilm verorten. Oft handelt es sich aber auch um Literaturverfilmungen. Geschichten und Bücher über Piraten waren schon viele Jahrzehnte und sogar Jahrhunderte vor dem ersten Piratenfilm ein weit verbreitetes Medium zur Geschichtenübermittlung, sei es als Fiktion oder als Sachbuch. Autoren wie Rafael Sabatini, Emilio Salgari, Pierre Nord, Sy Bartlett, Paul Wheeler, Daphne du Maurier, Peter Benchley, Frank Yerby, Iris Vinton, Frank G. Slaughter, Robert Gaillard, Jules Verne, und wohl am bekanntesten, Robert Louis Stevenson, boten mit ihren Geschichten Vorlagen zu Drehbüchern des Genres Piratenfilm.
Aber auch die Komödie oder der Liebesfilm sind oft mit dem Genre Piratenfilm kombiniert. Als Beispiele für Komödien sind vor allem die folgenden aufzuzählen: der Stummfilm „Clothes Make the Pirate“ von 1925, „Das Korsarenschiff“ (USA 1944), „Fluch der Karibik“ (USA, 2003), „Dotterbart“ (USA, 1983), „Der Pirat des Königs“ (USA, 1966), „Piraten von Madagaskar“ (Frankreich) und Roman Polańskis „Piraten“ aus dem Jahr 1985/86. Unter der Mischung Piraten-/Liebesfilm kann man die folgenden Filme verbuchen: „Der Pirat und die Dame“ (USA, 1944), „König der Piraten“ (USA, 1953), „Die Seeteufel von Cartagena“ (USA, 1945) und „Piraten von Tortuga“ (USA, 1961).
Seltener trifft man den Piratenfilm in Kombination als Musical an, was aber auch vorkommen kann, wie zum Beispiel mit den Filmen „Abbott und Costello unter Piraten“ (USA, 1952), „Der Pirat“ (USA, 1948, mit Gene Kelly) oder „Pirate Movie“ (Australien, 1981).
Die Operette „The Pirates of Penzance“ von William Gilbert und Arthur Sullivan galt mehreren Drehbüchern als Vorlage.
Seit den beginnenden 1960er-Jahren findet man hin und wieder Kinder- und Jugendfilme, die, ohne gleich dem Genre Piratenfilm zugeordnet werden zu können, Piraten als Thema oder sogar Helden beinhalten, speziell seit den 1990er-Jahren, dann auch schon mal als Zeichentrickfilme, wie bei dem Aufleben der DDR-Comic-Kultfiguren „Abrafaxe“ in dem abendfüllenden Zeichentrickfilm „Die Abrafaxe – Unter schwarzer Flagge“ (Deutschland, 2001) oder dem französischen Zeichentrickfilm „Die Pirateninsel von Black Mor“ (Frankreich, 2003). Besonders erfolgreich war der Kinderfilm „Matusalem – Der Fluch des Piraten“ (Kanada 1993), der, neben anderen Preisen, beim 20. Internationalen Kinderfilmfestival 1994 in Frankfurt am Main den LUCAS gewonnen hat. Als Beispiele für Jugendfilme im Umfeld des Piratengenres gelten „Die Piraten des Pazifik“ (Rumänien/Frankreich, 1973), „Piraten der Finsternis“ (USA, 1962) und „Insel der letzten Piraten“ (Australien, 1990).
Die Fernsehserie Star Wars: Skeleton Crew (USA, 2024), Teil des von George Lucas geschaffenen Science-Fiction- bzw. Space-Opera-Epos Star Wars / Krieg der Sterne, kombiniert sein Ursprungsgenre mit Elementen des Piratenfilms. So gibt es im Laufe der Serie zahlreiche Querverweise und Anspielungen auf Hook, Die Schatzinsel, bzw. dessen freier Adaption Der Schatzplanet (USA, 2002). Weitere Einflüsse sind durch ästhetische Andeutungen oder dem klassischen Verwenden eines Piratenkodex auf die Fluch-der-Karibik-Filme zu finden.

## Piratenfilme aus Deutschland
Ein Großteil der Piraten- und Abenteuerfilme stammt aus den USA, gefolgt von Italien, Frankreich, Spanien und Großbritannien.
Es gibt aber auch einige Piratenfilme aus Deutschland. Als einer der ersten gilt der Stummfilm Störtebeker aus dem Jahr 1919, gefolgt von Der Schrecken des Meeres (1924), Pietro der Korsar (1925) und Moderne Piraten (1928). Oft war Deutschland in Kooperation mit anderen Ländern an den Filmen beteiligt, wie bei den Filmen: Venus der Piraten (Italien/BRD, 1960), Unter der Flagge der Freibeuter (Spanien/Italien/BRD, 1960), Meute der Verdammten (Italien/Spanien/Frankreich/BRD, 1964), oder am Fernseh-Mehrteiler Die Piraten der Karibik (Italien, Deutschland, 1999). Eine zeitgenössische Kooperation ist in dem Dokudrama Blackbeard – Der wahre Fluch der Karibik (Großbritannien, Deutschland, 2005/2006) zu finden.
Im Jahre 2006 konnte man die erste Fernsehproduktion eines Piratenfilms aus Deutschland erleben. Der zweiteilige Fernsehfilm Störtebeker, der zu Ostern 2006 präsentiert wurde und das Leben des deutschen Piraten Klaus Störtebeker verfilmt, zeigt u. a. computeranimierte Schiffe, windige Kulissen an der Küste der Kurischen Nehrung und eine Abenteuerromanze. Eine andere Version der Geschichte von Klaus Störtebeker erzählte der Film 12 Meter ohne Kopf (2009).

## Regisseure und Darsteller
So mancher bekannte Regisseur probierte sich an Piratenfilmen oder zumindest den Elementen. Unter anderem Alfred Hitchcock, Michael Curtiz bis hin zu Roman Polański.
Einige Regisseure waren richtige Spezialisten für Piratenfilme. Der Italiener Domenico Paolella drehte fünf Piratenfilme, Luigi Capuano und Primo Zeglio ebenfalls.
Als Schauspieler war schon so mancher bekannte Star als Pirat oder Antagonist auf der Leinwand zu erblicken, so zum Beispiel Johnny Depp, Burt Lancaster, Anthony Quinn, Yul Brynner, Errol Flynn, Maureen O’Hara, Geena Davis oder Terence Hill.
Lex Barker drehte, nach seinen Tarzanfilmen und vor seinen Winnetou-Filmen, sechs Piratenfilme, wie z. B. „Küste der Piraten“ im Jahre 1960 oder „Robin Hood und die Piraten“, ebenfalls im Jahre 1960.

## Drehorte
Neben speziellen Studios für Wasseraufnahmen gibt es besondere Gegenden und Orte, die als Schauplätze und Drehorte für Piraten- und Abenteuerfilme gewählt wurden und werden.
Für den Film Die Piratenbraut wurden die Mediterranean Film Studios auf Malta gewählt. In diesem Studio findet man die größten Wassertanks der Welt, in die ganze Schiffe hineinpassen. Malta wurde aber auch gewählt, weil es eine ursprüngliche Natur und über hunderte Jahre erhaltene Architektur bietet. Die letzten 40 Minuten des Films, die Szenen, die auf Cutthroat Island spielen, entstanden in Phuket in Thailand. Entscheidend für diese Auswahl war die Landschaft. Der Regisseur verliebte sich regelrecht in den exotischen Dschungel, die weißen Sandstrände und das azurblaue Wasser des Andaman-Meeres.
Aber auch am Gardasee, bei Peschiera del Garda, gab es zwischen 1958 und 1966 einen Spezialbereich, in dem ca. 12 Piratenfilme gedreht wurden. Das Nautische Filmzentrum wurde von Walter Bertolazzi gegründet und lag in der Nähe von mittelalterlichen Brücken und Burgen. Hier entstanden zum Beispiel die Filme Der Sohn des roten Korsaren (1959), Küste der Piraten (1960), Die Abenteuer der Totenkopfpiraten (1961), Der schwarze Brigant (1961), Allein gegen die Freibeuter (1965) und 1966 entstand mit dem ZDF-Abenteuervierteiler Die Schatzinsel das letzte Werk, da die zum Studio gehörenden Schiffe, unter anderem der Nachbau einer spanischen Galeere, bei einem Sturm zerstört wurden.
Für die Fernsehproduktion Störtebeker (Deutschland, 2006) war gerade stürmisches Wetter, in diesem Fall an der litauischen Ostseeküste der Kurischen Nehrung, ausschlaggebend für die gewählte Atmosphäre. Es gab keine Probleme mit den Schiffen, die entstanden nämlich im Computer. Gedreht wurde aber auch in den Orten Kaunas, Rusnė an der Memelmündung, Sventoj, Klaipėda und der Burg Trakai.
Weitere Drehorte für Piratenfilme:
- Unter Piratenflagge (USA, 1935): Corona, Laguna Beach, Palm Canyon, Three Arch Bay, allesamt in Kalifornien, USA
- Der Herr der sieben Meere (USA, 1940): Laguna Beach, Kalifornien, USA
- Der Seeräuber (USA 1943): Kuba, Florida, USA, Honduras, Jamaika, Mexico
- Die Piraten von Capri (Italien/USA 1949): Tarent, Apulien, Italien
- Bucht der Schmuggler (Großbritannien, 1960): Abereiddy, Pembrokeshire, Wales, UK
- Roman Polańskis Piraten (1986): Malta, Seychellen, Tunesien
- Fluch der Karibik (USA, 2003): Bahamas, Dominica, Los Angeles, Santa Clarita, Walt Disney Studios, Burbank, Kalifornien, USA

## Altersfreigaben
Piratenfilme unterliegen sehr oft der Altersfreigabe ab 12, seltener ab 18, genauso selten ab 6. Kritiker werfen der für die Altersfreigabe zuständigen Organisation Freiwilligen Selbstkontrolle der Filmwirtschaft allerdings vor, eher im Sinne der Filmindustrie zu urteilen, da eine erhöhte Altersfreigabe die Einnahmen senken kann.
Zu den wenigen Piratenfilmen mit einer Altersfreigabe ab 18 Jahren gehören die Filme: Alcaptar (BRD, 1978), Kampf auf der Todesinsel (Italien/Spanien/Schweiz/USA, 1987/88), Piraten des 20. Jahrhunderts (UdSSR, 1979) und Sklavin der Pirateninsel (Frankreich / Italien 1959).